# جلبير الأشقر
جلبير الأشقر (بالفرنسية: Gilbert Achcar)‏ (ولد يوم 5 نونبر 1951 بالسنغال) أكاديمي وكاتب لبناني فرنسي. يدرًس الأشقر بجامعة لندن ويختص في مجال العلاقات الدولية، وبالضبط في منطقة شمال إفريقيا والشرق الأوسط، العلاقات الخارجية للولايات المتحدة الأمريكية، العولمة والإسلام.

## حياته
ولد جلبير الأشقر في السنغال يوم 5 نونبر 1951 لأبوين لبنانيين، ثمّ انتقل معهما وهو في الثامنة من عمره إلى لبنان. سنة 1967، ومع وقوع النكسة، اعتنق الماركسية وبدأ ممارسة العمل والنشاط السياسي. خلال الحرب الأهلية اللبنانية، انتقل لباريس سنة 1983 ونال شهادة الدكتوراه بعد 10 سنوات حول موضوع الاستراتيجية الأميركية في الشرق الأوسط في ضوء العدوان الأميركي على العراق عام 1991.

## كتبه
أصدر جيلبير الأشقر خلال مسيرته الأكاديمية عدة كتب, منها:
- لحرب الباردة الجديدة: العالم بعد حرب كوسوفو (2000).
- صدام الهمجيات: الإرهاب، الإرهاب المقابل والفوضى العالمية قبل 11 أيلول وبعده (2002)
- الشرق الملتهب: الشرق الأوسط في المنظور الماركسي (2004)
- السلطان الخطير (2007) - مكتوب رفقة نعوم تشومسكي.